# Ковалік Олександр Сергійович
Олекса́ндр Сергі́йович Кова́лік (нар. 23 серпня 1972, с. Златоустівка, Криворізький район, Дніпропетровська область — пом.14 червня 2014, м. Луганськ) — український військовий льотчик, гвардії прапорщик Повітряних Сил Збройних Сил України.

## Життєпис
Олександр Ковалік народився в селі Златоустівка Криворізького району.
Військову службу розпочав у 1993 році в м. Кривий Ріг, на посадах авіаційного механіка інженерно-авіаційної служби, авіаційного механіка авіаційно-технічного загону. У січні 1995 закінчив школу прапорщиків при 755-му учбовому центрі (Військово-повітряних сил) в Чугуєві. Повернувся у Кривий Ріг на посаду техніка авіаційно-технічного загону.
З лютого 1996 року служив на посаді старшого повітряного стрільця у Кривому Розі, в листопаді 2000 — перевівся на аналогічну посаду в м. Мелітополь Запорізької області.
З серпня 2003 — старший повітряний стрілець авіаційної ескадрильї 25-ї бригади транспортної авіації Повітряних Сил ЗС України, в/ч А3840, м. Мелітополь. Класна кваліфікація «1 клас».
З початком російської збройної агресії проти України з весни 2014 року літав в Луганський та Донецький аеропорти, — член екіпажу військово-транспортного літака Іл-76 МД.

## Обставини загибелі
14 червня 2014 екіпаж військово-транспортного літака Іл-76 МД (бортовий номер 76777) Повітряних Сил ЗС України, під керівництвом командира літака підполковника Олександра Бєлого, виконував бойовий політ в Луганський аеропорт. На борту літака перебували 9 членів екіпажу та 40 військовослужбовців дніпропетровської 25-ї окремої повітряно-десантної бригади, які летіли на ротацію. На борту також були військова техніка, спорядження та продовольство.
Близько 01:00, під час заходу на посадку на аеродром міста Луганськ, на висоті 700 метрів, борт 76777 був підбитий російськими терористами з переносного зенітно-ракетного комплексу «Ігла». В результаті терористичного акту літак вибухнув у повітрі і врізався у землю поблизу території аеропорту. 49 військовослужбовців — весь екіпаж літака та особовий склад десанту, — загинули.
У той день до Луганського аеропорту вилетіли три літаки Іл-76 МД. Перший літак (бортовий номер 76683) під командуванням полковника Дмитра Мимрикова сів о 0:40. За 10 хвилин збили другий літак (бортовий номер 76777). Третій отримав наказ повертатися.
|                              | Там все було дуже грамотно по-військовому сплановано. Там без Росії не обійшлось. Вогонь вівся з усіх сторін. Це було не на рівні ненавчених бойовиків. Обстріл літака вівся дуже грамотно. Спочатку підсвічували трасером, а потім били. Із ПЗРК неможливо було збити літак, навіть якби боєприпас потрапив у двигун, то літак все рівно не загинув би. Стріляли з «Шилки». |
| — Полковник Дмитро Мимриков. | |

Пройшло 42 доби перш ніж льотчиків поховали: українські військові збирали рештки тіл загиблих, влада домовлялася з терористами про коридор для евакуації, в Дніпрі проводились експертизи ДНК для ідентифікації. 25 липня з дев'ятьма членами екіпажу літака Іл-76 прощались у Мелітополі, їх поховали разом в одній могилі на Новому кладовищі міста.
Залишились батьки, брат і сестра, дружина та маленький син.

## Нагороди
- Орден «За мужність» III ст. (20 червня 2014, посмертно) — за особисту мужність і героїзм, виявлені у захисті державного суверенітету та територіальної цілісності України, вірність військовій присязі та незламність духу[5].
- Нагрудний знак «За оборону Луганського аеропорту» (посмертно).
- Відомчі заохочувальні відзнаки Міністерства оборони України — медалі «15 років Збройним Силам України», «За сумлінну службу» III ст.
- Почесний нагрудний знак начальника Генерального штабу — Головнокомандувача Збройних Сил України «За взірцевість у військовій службі» III ст.

## Вшанування пам'яті
12 червня 2015 року в Мелітополі, на території військової частини А3840, було відкрито меморіал екіпажу літака Іл-76МД (бортовий номер 76777), який загинув 14 червня 2014 року в аеропорту міста Луганськ.